# Psilochorus murphyi
Psilochorus murphyi är en spindelart som beskrevs av Willis J. Gertsch 1973. Psilochorus murphyi ingår i släktet Psilochorus och familjen dallerspindlar. Inga underarter finns listade i Catalogue of Life.